# 科曼奇县 (俄克拉何马州)
科曼奇县（英語：Comanche County）是位于美国奧克拉荷馬州西南部的一个郡，面積2,807平方公里。根據2020年美國人口普查，共有人口12萬1,125人。县治劳顿。該縣成立於1901年8月6日，縣名據聞是西班牙语，意思是「寬闊的道路」。